# 의식의 혼탁
의식의 혼탁(clouding of consciousness), 혹은 브레인 포그(brain fog)나 멘탈 포그(mental fog)는 정상보다 정신이 덜 각성되어 있거나 인식이 떨어지는 상태를 말한다. 시간이나 주변 환경을 알아차리지 못하고 집중(attention)하기 어려워 한다. 이러한 사람들은 이러한 주관적인 감정을 마음에 안개가 낀 것 같다고 말한다.

## 배경
의식의 혼탁이라는 용어는 섬망(delirium)의 병원적 특성(pathogenetic feature)를 의미한다. 이는 외과의사 게오르그 그라이너(Georg Greiner)가 1817년(Verdunkelung des Bewusstseins)라는 용어를 처음 사용하면서 시작되었다. 정신질환 진단 및 통계 편람(Diagnostic and Statistical Manual of Mental Disorders, DSM)은 섬망의 정의에서 이 영어를 사용해 왔다. 그러나DSM-III-R과 DSM-IV는 이것 대신 "의식의 혼란(disturbance of consciousness)"이라는 용어를 사용하여 조작화(operationalization)를 쉽게 하도록 하였지만, 근본적으로 같은 뜻이다. 의식의 혼탁은 비정상적 의식(abnormal consciousness)의 스펙트럼에서 섬망보다 심각하지는 않다. 의식의 혼탁은 역치하 섬망(subsyndromal delirium, 진단을 내릴 수준은 아닌 상태의 섬망)과 동의어일 수도 있다.
전반적으로 덜 심각하고, 발병과 지속에서 격심한 정도가 없으며, 수면-각성 주기(sleep-wake cycle)가 비교적 안정되어 있고, 운동 변경(motor alteration)이 비교적 안정되어 있다는 점에서, 역치하 섬망은 일반 섬망과 다르다. 역치하 섬망의 중대한 임상적 특성은 부주의, 비정상적인 사고과정, 비정상적인 이해력, 비정상적인 언어능력이다. 섬망의 임상적 상태까지 완전히 이르지는 않는다. 강렬한 입원 환자들 중에 역치하 섬망 환자들은 섬망 스크리닝 체크리스트(Delirium Screening Checklist) 점수를 0점 받은 환자만큼 생존할 가능성이 있지만, 0점 섬망 환자들보다는 더 많은 치료가 필요하다. 그러나 완연한 섬망 환자보다는 치료 받아야 할 비율이 낮다. 혹은 이들은 일반인에 비하여 퇴원후(post-discharge)에 보이는 기능상 독립성(functional independence) 수준은 낮아졌지만, 섬망 환자보다는 독립성이 높다.
임상 현장에서는 단독적인 특정 기준은 없다. 따라서 진단은 의사의 주관적 인상에 좌우된다. DSM-IV-TR은 의사가 "상세 불명 인지장애(cognitive disorder not otherwise specified)"이라는 종합 범주 하에 역치하 섬망 발현(subsyndromal delirium presentation)이라고 작성하도록 지시한다.

## 병리
의식의 혼탁의 개념 모형(conceptual model)은 두뇌 중 의식 부위의 전반적 수준(overall level)을 조정하는 두뇌 부위의 개념 모형이다. 이 두뇌 부위는 자기 자신과 환경을 인식하는 것을 담당한다. 다양한 병인(etiology)들이 이러한 두뇌의 조정 담당 부위를 방해하며, 그 결과 의식의 전반적 수준을 방해한다. 일반적인 의식의 활성화(activation of consciousness)의 일종인 이 시스템은 "흥분(arousal)" 혹은 "각성(wakefulness)"이라고 한다.
그러나 졸림(drowsiness) 현상이 반드시 수반되는 것은 아니다. 환자는 깨어있지는 않지만 잠들지도 않으며, 구름끼듯 혼탁한 의식 상태로서 각성에 장애가 발생한 것이다. 역설적으로 환자는 자신이 '깨어있지만 깨어있지 않은' 상태라고 말한다. 리포브스키(Z.J. Lipowski)는 각성 상태의 저하가 졸림 상태는 아니라고 지적한다. 하나는 코마(coma)로 가는 상태에 있으며, 다른 하나는 매우 다른 수면 상태로 가는 길에 있다.
의식의 혼탁 상태인 사람은 환자가 스스로 '안개 같다(foggy)'고 말하는 것처럼 정신적 혼탁이라는 주관적인 느낌을 감지한다. 한 환자는 '마치 안개낀 것처럼 생각이 들었고, 어떤 면에서는 윤곽이 흐릿한 것 같았다'고 하였다. 다른 환자들은 멍한(spaced out) 느낌이라고 하였다. 환자들은 자신의 경험을 꿈에다 비유한다. 꿈에서 의식, 주의력, 시공간 인지, 감지, 인식이 혼란스럽기 때문이다. 하버드 의과대학(Harvard Medical School)  의학박사(MD)이자 정신과의사(board-certified psychiatrist)이저 임상지도자(clinical instructor)인 바바라 쉴트크라우트(Barbara Schildkrout)는 자신의 주관적인 경험을 설명하였다. 시골길 여행동안 그녀는 미루나무 알레르기로 인하여 항히스타민제(antihistamine chlorpheniramine) 한 차례 투여하였고 이로 인하여 발생하였는데, 이를 '멘탈 포그(mental fog)'라고 설명하였다. 그녀는 이를 약에 취한(out of it) 느낌이며 꿈꾸는 상태(dreamy state)라고 하였다. 자신의 판단솨 둔해진 인지를 믿지 않세 괴며 시간이 얼마나 갔는지도 모른다고 하였다. 의식의 혼탁과 이인증(depersonalization)은 같지 않지만, 이들은 모두 자신의 경험을 꿈에 비유한다. 정신 측정 태스트(psychometric test)는 의식의 혼탁과 이인증 사이의 관계를 밝혀줄 증거를 거의 내놓지 못하였다.
이는 사실상 인지 과업에 대한 수행능력에 악영향을 끼친다. 한 전문가가 말하였듯, 인지(cognition)란 합당한 각성(arousal) 없이는 불가능한 것이 명백하다. 인지는 지각(perception), 기억(memory), 학습(learning), 집행 기능(executive functions), 언어(language), 건설적인 능력(constructive abilities), 자발적 운동 통제(voluntary motor control), 주의력(attention), 정신적 속도(mental speed)를 포함한다. 그러나 가장 유의미한 것은 부주의, 비정상적 사고과정, 비정상적 이해력, 비정상적 언어능력이다. 지장의 정도는 다양한데, 부주의가 몇몇 인지기능들늘 저해할 수 있기 때문이다. 환자는 망각(forgetfulness), 혼란스러움(being "confused"), 명백하게 생각하지 못하는(being "unable to think straight") 증상을 호소한다. 유사성에도 불구하고 역치하 섬망은 경증 인지 장애(mild cognitive impairment)와는 같지 않다. 근본적인 차이는 경증 인지 장애는 치매(dementia)와 유사한 장애로, 각성(arousal, wakefulness)에 혼란이 발생하지는 않는다.

## 질병
인지속도부진(sluggish cognitive tempo) 개념의 발생은 브레인 포그 증상이라는 표현에 내포되어 왔다.
코로나19(COVID-19) 회복 환자는 브레인 포그를 경험하였다고 하는데, 이는 코로나19의 신경적 심리적 증상을 반영할 수 있다.

## 같이 보기
- 이인증성 장애
- 특발성 과다수면
- 불면증
- 반응성 저혈당
- 서파수면
- 졸림